# Yang Sen
Yang Sen (8 januari 1996) is een Chinese tafeltennisser afkomstig uit de provincie Heilongjiang. Hij is op jonge leeftijd gaan tafeltennissen in Xiamen, een zusterstad van Zoetermeer. Door deze contacten is Yang, net als eerder Zheng Zeng, Sun Qian en Lv Leyi uitgenodigd om een aantal maanden te spelen voor het Zoetermeerse Taverzo. Yang woonde en trainde in deze periode op Papendal en was daarmee ook een interessante sparring partner voor de Nederlandse topspelers. Zijn Nederlandse teamgenoten en trainingsmaatjes gaven hem al snel de bijnaam 'Jansen'. Met Taverzo werd hij in 2013 in de Nederlandse tafeltenniscompetitie (eredivisie) zowel voorjaarskampioen als algeheel kampioen van Nederland.